# Церковь Илии Пророка (Нижний Новгород)
Церковь Святого Пророка Божия Илии — приходская церковь Нижегородской епархии Русской православной церкви в Започаинье в Нижнем Новгороде. Освящена в честь пророка Илии.
По преданию, церковь построена в память избавления Нижнего Новгорода от нашествия татар и ногайцев в 1505 году. На месте её строительства стоял шатёр ногайского мурзы, убитого точным выстрелом пленного пушкаря Феди Литвича. Впервые столкнувшись с грозным оружием, войско Махмед-Амина в панике бежало.
Достоверная история храма прослеживается с 1621 года. В 1655 году отстроена в камне. Церковь дала название одной из исторических улиц Нижнего Новгорода — Ильинской.

## История

### Предание об основании храма
История храма Илии Пророка на Ильинской горе до первого достоверного упоминания в 1621 году основана на сказаниях и легендах. Первым исследователем, осветившим историю церкви, стал нижегородский краевед Николай Храмцовский, посвятивший ей небольшую главу в книге «Очерк истории и описание Нижнего Новгорода» (1857). В книге приводится описание заключения в 1500 году в Нижнем Новгороде пленных литовцев и о походе Махмет-Аминя на город в 1505 году. Сведения были взяты Храмцовским из публицистических произведений: «Казанского летописца» и книги Василия Берха «Путешествие в город Чердынь и Соликамск» (1821). Те же сведения повторил в статье «Летопись церкви св. Пророка Божия Илии в Нижнем Новгороде» (1887) протоиерей П. Благообразов. Нижегородский краевед Николай Филатов в книге «Купола, глядящие в небеса» (1996) пересказал те же сведения.
Согласно указанному, в 1500 году произошёл конфликт между московским князем Иваном III и литовским князем Александром. В 1501 году в города Вязьмы, на реке Тростне, произошла битва между московскими и литовскими войсками. Литовцы были разбиты, а взятые в плен были разосланы «по городам в заточение». Значительная их часть была отправлена в Нижний Новгород. В то же время царь Казанского ханства Абдыл Летиф, давший присягу на верность Ивану III, попытался поднять восстание. Присланные в Казань в 1502 году русские послы Василий Ноздреватый и дьяк Иван Телеша сместили Абдыла и посадили на царство Махмед-Амина. 24 июня 1505 года Махмед-Амин поднял восстание, и 40 тысяч татар и 20 тысяч ногайцев двинулись в поход на русские земли. В сентябре Махмед-Амин осадил Нижний Новгород.
В это время воеводой в Нижнем Новгороде был прославившийся впоследствии Хабар Симский, не имевший средств отразить нападение полчищ Махмеда-Амина. Тогда кто-то из жителей вспомнил о заточённых в темнице литовских стрельцах, которых к тому времени осталось в живых около 300 человек. Симский приказал выпустить их и обещал свободу, если они помогут ему спасти Нижний Новгород. Литовцы согласились и немедленно принялись за дело: втащили на стены Тверской цитадели пушки и навели их на стан неприятеля. В это время Махмед-Амин и его шурин Мурза Ногайский стояли с войском за рекой Почайной, на противоположной Тверской цитадели возвышенности. Тогда, согласно преданию, пушечный выстрел, направленный Федей Литовичем, поразил Мурзу Ногайского в грудь. Войска осаждавших охватило смятение, и нападавшие отступили.
Согласно сказанию из книги Василия Берха «Путешествие в город Чердынь и Соликамск», в память о данном выстреле, спасшем город, нижегородцы выстроили церковь на том самом месте, где пал Мурза Ногайский, и посвятили её святому Пророку Илие, по народному преданию, властителю грома и молнии.

### Достоверная история

#### XVII — XVIII века
Достоверные сведения о церкви прослеживаются с 1621 года, когда она была впервые упомянута в Писцовой книге по Нижнему Новгороду: «церковь святаго пророка Ильи древяна, клетцки с папертью… на колоколнице три колокола. А церковь и в церкве всякое строенье и на колоколнице колокола — мирское». По всей видимости, храм был небольшой, рубленый простого типа, с главкой над двускатной кровлей. Деревянный храм существовал до 1655 года, когда был отстроен в камне стараниями священника Стефана.
Церковь на тот момент по-прежнему считалась небольшой в сравнении с другими приходскими посадскими храмами. Молельный зал представлял собой квадрат в плане со стороной, равной трём саженям. С востока к нему примыкал алтарь с одной полукруглой апсидой, а с запада такой же величины, как и сам молельный зал, трапезная. Над главным входом высилась шатровая колокольня, характерная в архитектурном решении для нижегородского храмового зодчества XVII века: от основания она поднималась прямоугольным объёмом и только вверху имела площадку, открытую двумя большими арочными проёмами. Над площадкой располагался восьмистенный ярус звона и шатёр с одним ярусом слухов. Молельный зал перекрывал сферический купол с одной главкой, покрытой зелёной (муравленой) черепицей.
Храм пострадал при Большом пожаре 1715 года и был восстановлен к 1717 году и заново освящён 19 июня, о чём свидетельствовала надпись на деревянном кресте, хранившемся при церкви. При восстановлении церкви к трапезной, с левой стороны, был пристроен придел во имя святого великомученика Мины Египтянина, освящённый в 1722 году. В 1762 году храм снова сгорел, но был вскоре восстановлен. В 1779 году Нижний Новгород стал столицей наместничества. В городе шли градостроительные преобразования в духе раннего классицизма, коснувшиеся и Ильинской церкви. В трапезной в качестве зимней церкви был учреждён придел, а первоначальная позакомарная кровля заменена на более функциональную четырёхскатную. В 1783 году при составлении генеральной описи храма в Синод сообщалось: церковь «каменная, холодная, в твёрдости. В той церкви в одних стенах придел на левой стороне святаго великомученика Мины освящённый и ко вмещению людей свободный. В неё одни сосуды серебряныя с позолотою, другия оловянныя. Церковной утвари и книг имеется довольно».

#### XIX — нач. XX вв.

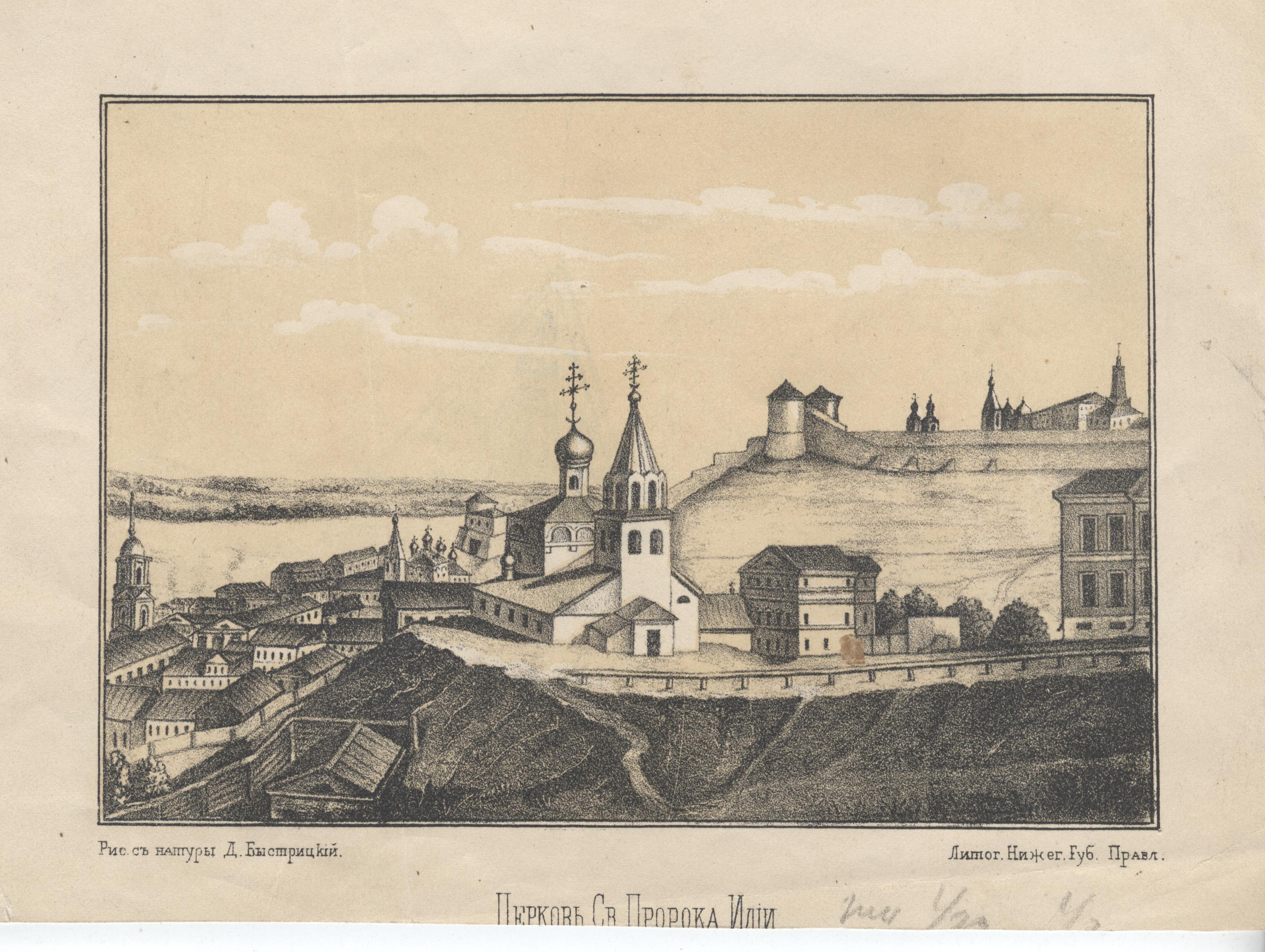
Церковь на литографии Д. Быстрицкого. 1850-е годы

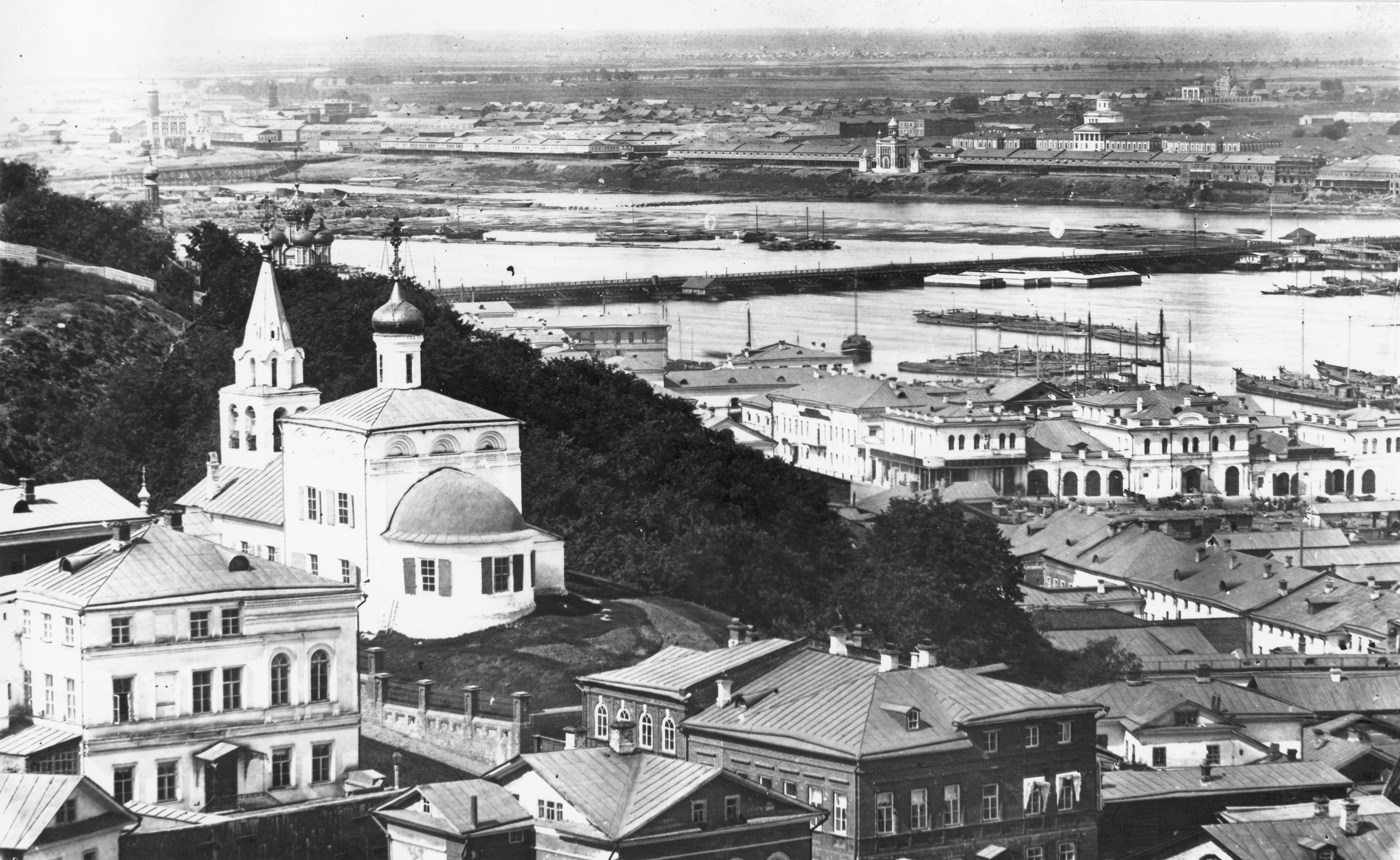
Церковь Ильи Пророка до перестройки. Начало 1870-х гг.

Самая ранняя церковная опись храма от 1804 года не давала никаких сведений о времени его возведения. Согласно документу, церковь на тот момент была каменная, с деревянной кровлей, покрыта черепицей. Крест железный, позолоченный двойником. Колокольня каменная, с каменной главой. В паперти богадельня. В колокольне было установлено шесть колоколов.
В начале XIX века Ильинская церковь имела небольшой приход, а причт состоял из трёх человек: священника, дьячка и пономаря. В 1817 году священником служил протоиерей Иоанн Семёнов; диаконом — Каллистрат Поликарпов; штатным дьячком — Павел Васильев. Прихожан числилось всего 46 душ мужского пола, среди раскольников: двое мужчин и семь женщин. Никакой земли и иного владения за церковью не значилось. В последующие годы приход церкви также оставался небольшим, не превышая 100 человек. В 1868—1869 годах по проекту архитектора Н. Б. Фельдта по красной линии Ильинской улицы возле церковного алтаря был построен каменный двухэтажный дом причта.
В 1874—1875 годах церковь Илии была расширена за счёт перестройки трапезной палаты. Проект от 5 марта 1874 года разработал архитектор И. К. Кострюков. Вместо одной главки над молельным залом было спроектировано пятиглавие. Главка над алтарём ликвидировалась, а основание колокольни с крыльцом-входом и трапезная со всех сторон обстраивалась новыми стенами. Таким образом, облик храма кардинально поменялся. Надзор за работами осуществлял сам автор проекта.
Средства на перестройку выделили нижегородские купцы — прихожане храма: Андрей Бочкарёв (церковный староста) и Митрофан Смирнов. Они же снабдили церковь новыми церковными принадлежностями. Вследствие перестройки храм Илии Пророка стал трёхпрестольным; из тёмного и мрачного храм сделался довольно просторным и светлым. Главный престол церкви был освящён во имя святого пророка Божия Илии. В трапезной были два престола: первый, в приделе на южной стороне, в честь святого апостола Андрея Первозванного и святого великомученика Пантелеимона; второй, на левой стороне, в честь святого великомученика Мины Египтянина и Седьми Отроков.

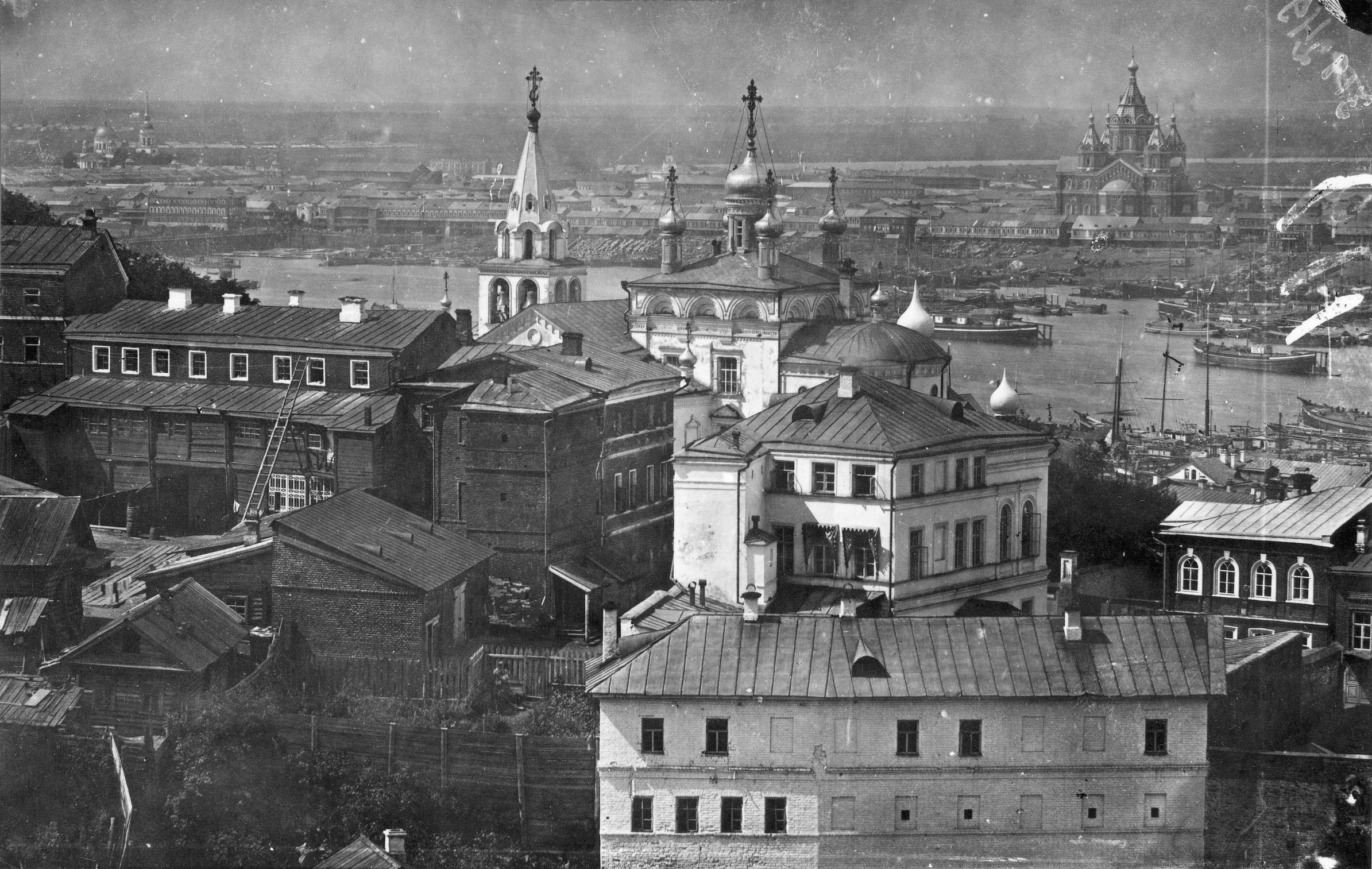
Церковь в 1900 году

При перестройке церкви был установлен новый дубовый иконостас, с образами высокой художественной работы, выполненными в мастерских Серафимо-Дивеевского монастыря. Из древних икон храма особо почитаемой считалась икона Семи Отроков Эфесских XVI века, пред которой молились о болящих младенцах. Также известно, что при храме издавна существовала часовня, при перестройке устроенная вновь на правой стороне трапезной.
В 1893 году был проведён наружный и внутренний ремонт церкви, а в 1897 году позолочены главы. В 1902 году устроен терракотовый пол. В 1914 году церковь была украшена живописью.

#### Советский период
26 октября 1918 года община храма заключила договор с Отделом по отделению церкви от государства на пользование зданием и имуществом. Известно, что тогда в церкви было восемь колоколов, 26 богослужебных книг и 56 икон. Дом причта был изъят властями и приспособлен под коммунальные квартиры. В 1927 году из церкви были изъяты в горфинотдел семь предметов, украшенных драгоценными камнями, а в 1929 году в госмузей города — два напрестольных серебряных креста XVIII века.
В 1922 году умер настоятель храма отец Иоаков Матусевич. В новые настоятели община выбрала епархиального противосектантского миссионера Василия Адаменко, ставшего известным благодаря беседам, проводившимся в 1921 году в Казанской церкви на Зеленском съезде. Противосектантские беседы миссионера собирали полную церковь слушателей и производили сильное впечатление: по словам современников, публичные выступления Адаменко вели к сокращению посещений бесед евангелистов, собиравшихся в бывшем польском костеле напротив Казанской церкви.
Во главе с отцом Василием община церкви временно отклонилась в обновленчество: в уставе от 9 августа 1923 года она заявила, что отвергает иерархию «наград и отличий», стремится «к проведению в жизнь выборного начала в замещении церковных должностей от епископа до псаломщика», а богослужения будут вестись «на общепонятном русском языке с проповедью Слова Божия…». В 1931 году община издала на свои средства требник на русском языке, составленный отцом Василием. Сам Адаменко на июль 1931 года состоял секретарём Митрополитанского церковного управления Нижегородского края при обновленческом митрополите Иоанне (Миртове).
В отличие от других обновленческих общин, подчёркивавших свою лояльность советской власти и непричастность к контрреволюционным действиям, Ильинская община отличалась активностью и оппозиционностью. Деятельность отца Василия привлекла внимание НКВД. 9 декабря 1931 года он был арестован и 18 апреля 1932 года осуждён Особым Совещанием при Коллегии ОГПУ г. Москвы по ст. 58 п. 10 УК к трём годам концлагеря. По отбытии срока отец Василий был освобождён и ему разрешили поселиться во Владимире. Позже он вернулся в Нижний Новгород, но был снова арестован и приговорён к расстрелу в 1937 году.
Церковь, оставшаяся без настоятеля, управлялась обновленческим «митрополитанским управлением» и быстро пришла в упадок. 9 сентября 1933 года в Горьковский горсовет поступило заявление от заместителя настоятеля церкви митрополита Иоанна Миртова — архиепископа Иннокентия — с поручением от приходского совета Ильинской церкви, в котором содержалась просьба закрыть храм:
Ввиду того, что община …слишком малочисленная и бедная, по своему местоположению не может привлечь молящихся, которые могли бы поддерживать материальное положение церкви, затем часто совершающиеся в ней кражи (в течение года 6 раз), которые также подорвали ее материальное положение. Плюс ко всему этому имеющаяся налоговая задолженность, которую община выплатить не в состоянии, – просим Горьковский городской Совет расторгнуть договор с общиной и выделить представителя для приема церковного имущества Ильинской церкви.Из заявления архиепископа Иннокентия в Горьковский горсовет.
Президиум Свердловского райсовета 10 сентября 1933 года вынес решение о закрытии церкви. Постановлением от 27 сентября её здание закрепили за Краевым Архивным Управлением, решив приспособить его под секретный архив. Тем не менее 11 октября Президиум райсовета предоставил здание под мастерскую пошива обуви и 25 октября Горфинотдел продал церковь Кожснабсбыту, который начал переоборудовать здание. Между тем только 28 октября последовало постановление Президиума Горьковского крайисполкома о ликвидации храма и передаче здания под архив. Должностные лица ведомств, запутавшие дело о передаче здания церкви понесли дисциплинарное наказание. Далее история здания на долгое время пропадает из официальных документов.
В 1977—1982 годах здание Ильинской церкви использовалось под хлебопекарню № 3 Хлебозавода № 7, а позже, до 1994 года — Нагорного хлебокомбината.

#### Современный период
После падения Советской власти богослужения возобновлены в 1995 году. Позже проводились реставрационные работы по проекту архитектора А. Г. Челышева. 27 июля 2004 года освящён и воздвигнут крест на колокольню. К 2014 году были восстановлены четыре малых главки с куполами.

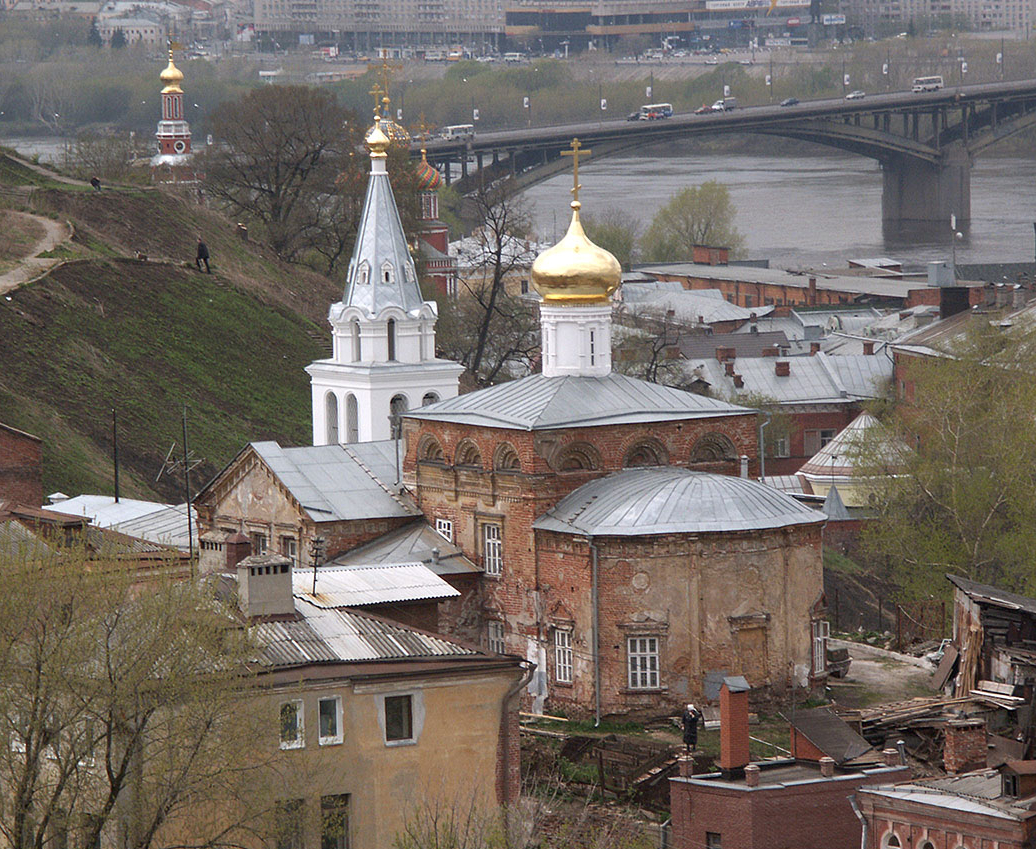
Частично восстановленная Ильинская церковь в 2006 году
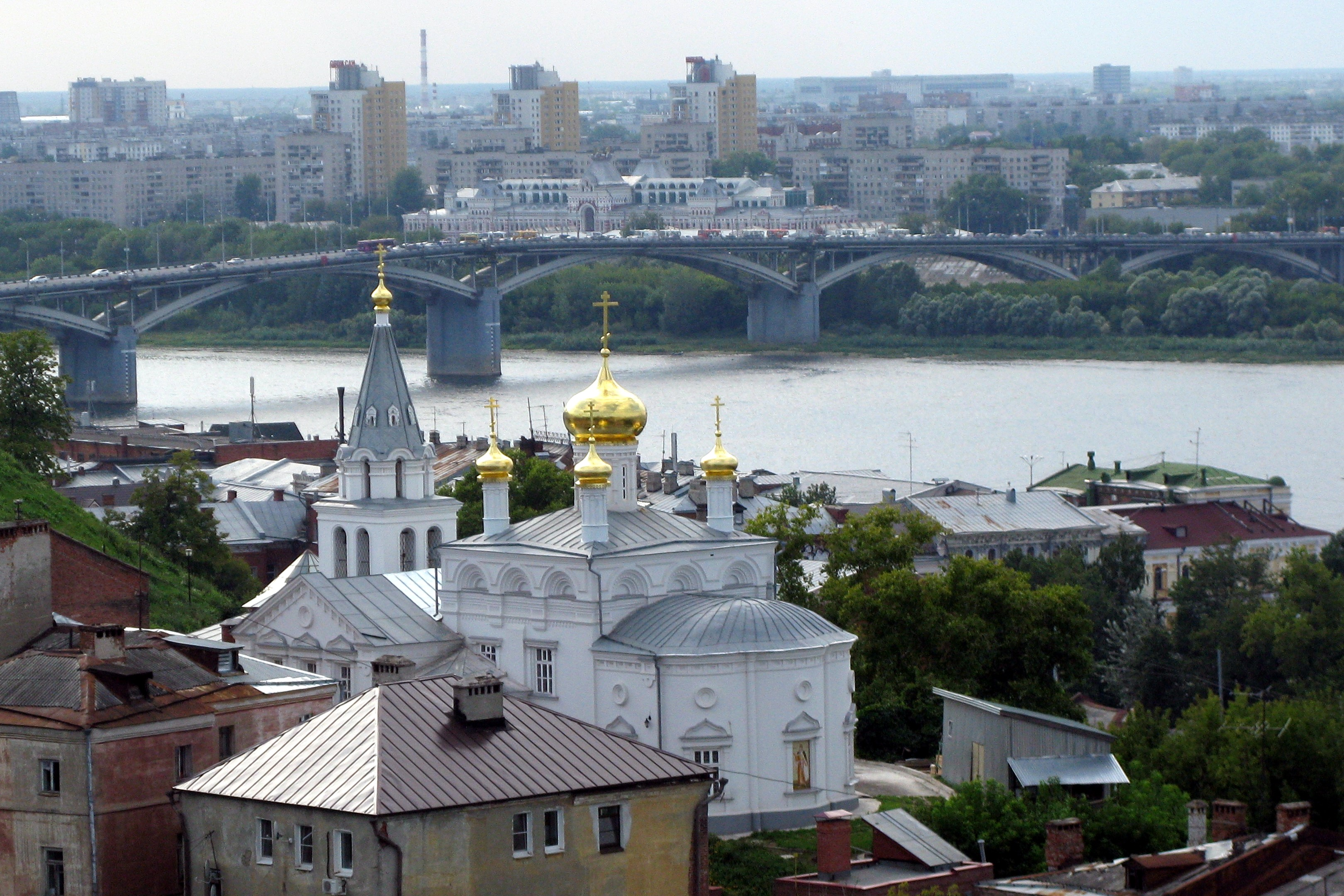
Церковь Святого Пророка Божия Илии после реставрации, август 2014 года
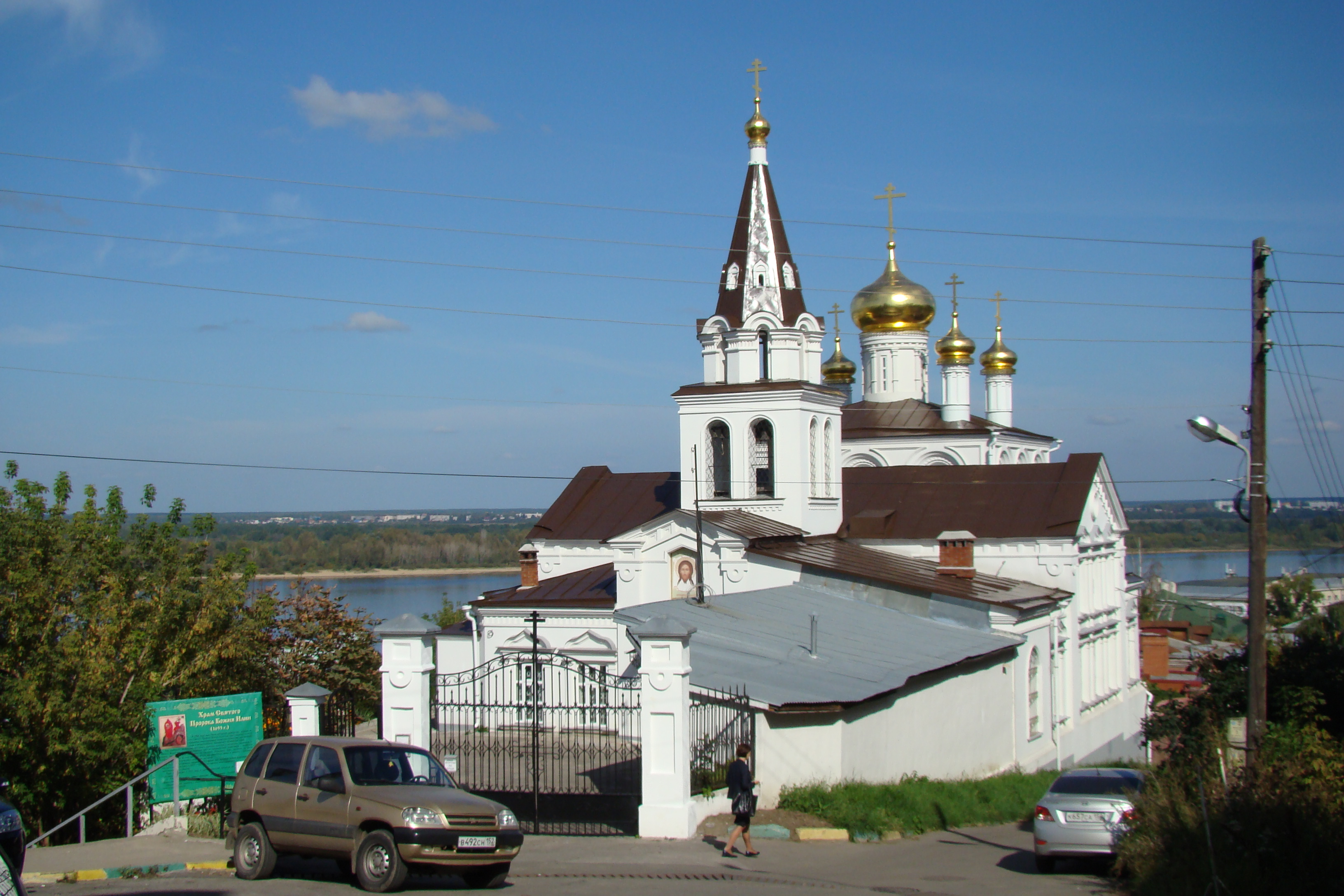
Фасад церкви с пристроем, сентябрь 2015 года

## Архитектура
Здание церкви кирпичное. Основные габариты в плане — 30,68 x 18,17 м. Фундаменты бутовые ленточные. Стены сложены из красного глиняного кирпича на известково-песчаном растворе, оштукатурены и окрашены.
Четверик перекрыт сомкнутым сводом, на котором расположен световой барабан. Перекрытие в трапезной, в основном, плоское. Алтарные апсиды перекрыты конхами. Притвор перекрыт системой кирпичных крестовых сводов. Нижний ярус колокольни — кирпичным крестовым сводом с распалубком. Несущие конструкции крыши — стропильные деревянные.
В 1930-е годы при приспособлении здания церкви под цех хлебозавода с западной стороны появился одноэтажный пристрой, выполненный из силикатного кирпича (бывшая котельная, позже — склад).

## Святыни
- Икона с частицами мощей святых преподобных Иова и Амфилохия Почаевских[1].